# Phyle subfulva
Phyle subfulva là một loài bướm đêm trong họ Geometridae.